# ハンス・フォンク (指揮者)
ハンス・フォンク（Hans Vonk, 1942年6月18日 - 2004年8月29日）は、オランダ・アムステルダム出身の指揮者。アルフォンス・ディーペンブロックなどのオランダ人作曲家の擁護者であった。

## 経歴
アムステルダム音楽院にて音楽を、アムステルダム大学にて法学を修める。この間、ジャズ・ピアニストとしての演奏活動で生計を立てていた。ネーデルラント国立バレエ団の指揮者としてデビューを果たし、踊り子のジェス・フォルケルツと結婚した。その後はアムステルダム・コンセルトヘボウ管弦楽団やハーグ・レジデンティ管弦楽団、シュターツカペレ・ドレスデンやケルン放送交響楽団などを指揮し、録音も残している。
1988年にはミラノ・スカラ座にてニコロ・ヨメッリの歌劇《フェトンテ》の蘇演を指揮したが、その後ギラン・バレー症候群に神経系を冒され、1年間の休養を取ることを余儀なくされた。寛解したため演奏活動を再開し、1996年にはレナード・スラットキンの後任としてセントルイス交響楽団の指揮者に就任するが、2002年に健康の不調によって退任に追い込まれた。今度は筋萎縮性側索硬化症に冒されていた。2004年8月29日にアムステルダムの自宅にて永眠。セントルイス交響楽団はフォンクの追悼演奏会を催してベルリオーズのレクイエムを演奏した。
日本では、1993年に読売日本交響楽団に客演し、ベートーヴェンの交響曲第9番を指揮したほか、2001年5月から6月にかけてはNHK交響楽団に客演し、モーツァルトの「セレナータ・ノットゥルナ」、ボワエルデューのハープ協奏曲、シューベルトの交響曲第9 (8) 番を、東京、宇都宮、山形で指揮した。